# Marisa Midori
Marisa Midori Deaecto (Barbacena, 1973) é uma historiadora e professora universitária brasileira. Dedica-se aos estudos da história do livro, da edição e da leitura, sendo autora de livros premiados, com publicações sobre o tema no Brasil e no exterior.
Em seu fazer historiográfico, toma o livro como síntese de múltiplas determinações - sociais, políticas, culturais -  considerando seus impactos na vida político-cultural. Sua atuação como historiadora e crítica da cultura apresenta novas perspectivas para o trabalho histórico e historiográfico.

## Formação acadêmica
Em 1996 graduou-se em História na Faculdade de Filosofia, Letras e Ciências Humanas da Universidade de São Paulo (FFLCH-USP).[carece de fontes?] Na mesma universidade concluiu, em 2000, o mestrado em História Econômica, sob orientação de Edgard Carone, com a dissertação Comércio e Vida Urbana na Cidade de São Paulo (1889-1930), em que abordou, por meio do comércio e da vida urbana, as transformações ocorridas na cidade de São Paulo durante a Primeira República. Este trabalho foi publicado como livro em 2002, pela Editora Senac.
Na mesma instituição, defendeu em 2005 sua tese de doutorado No Império das Letras: Circulação e Consumo de Livros na São Paulo Oitocentista, sob orientação de Raquel Glezer e coorientação de Jean-Yves Mollier, que resultou, em 2011, na publicação do livro, O Império dos Livros: Instituições e Práticas de Leituras na São Paulo Oitocentista, pela Edusp.
Defendeu em 2019, na Escola de Comunicações e Artes (ECA) da Universidade de São Paulo (USP), sua tese de livre-docência, posteriormente transformada no livro História de um Livro: A Democracia na França, de François Guizot (1848-1849), publicado em 2021 pela Ateliê Editorial, com prefácio de Carlos Guilherme Mota e posfácio de Lincoln Secco, ambos historiadores.  Nesta obra Marisa Midori atravessa as distintas temporalidades que envolvem seu tema de estudo: aborda a história do objeto livro, transporta o leitor a uma conjuntura revolucionária desde 1789  e, por fim, o conduz a publicação da obra De la Democracie en France, de François Guizot. Para  Lincoln Secco, esta é uma "obra rigorosa e erudita"  que consolida o lugar de Marisa Midori na História do livro.

## Trajetória
Professora no Departamento de Jornalismo e Editoração da ECA-USP, ministra disciplinas sobre a História do livro e Editoração. Coordena, com Plinio Martins Filho e Thiago Mio Salla, a Com-Arte, editora-laboratório do curso de Editoração da ECA-USP.
Na FFLCH-USP, desde 2010, orienta pesquisas na área da Economia do Livro, no Programa de Pós-Graduação em História Econômica. Marisa Midori também apresenta a coluna Bibliomania da Rádio USP,onde faz comentários sobre livros e edição.
No período de 2010 e 2011 foi membro da Diretoria da Associação Nacional de História, entidade que representa os historiadores do Brasil e fomenta o estudo e o ensino de história.
Atuou em 2013 como professora visitante na Eszterházy Károly College, Hungria, e na École Pratique des Hautes Études, em Paris. Em 2017, atuou como professora visitante na École Nationale des Chartes, e École Nornale Supérieure, ambas em Paris.[carece de fontes?]
No mesmo ano, recebeu o título de doutora honoris causa pela Universidade Eszterházy Károly, Eger, Hungria por suas contribuições à disseminação da história dos livros e também das bibliotecas em perspectiva transacional.
Marisa Midori é pesquisadora da cátedra "Histoire et Civilisation du Livre", dirigida pelo historiador Frédéric Barbier, e coordena, o grupo de estudos História da Edição e das Práticas de Leitura no Brasil (séculos XIX e XX),[carece de fontes?] assim como o Grupo de Pesquisa Brasil-França do Instituto de Estudos Avançados da USP
Marisa Midori integra o conselho editorial das seguintes revistas:
- Revista Nordestina de História do Brasil[25]
- Mouro - Revista Marxista[26]
- Livro - Revista do Núcleo de Estudos do Livro e da Edição[27]
- Magyar Könyv-Szemle - Könyv-És Sajtótörténeti Folyóirat[28]
- Histoire et civilisation du livre - Revue International[29]

## Historiadora do Livro
Marisa dedica-se a história do livro e da edição. Em suas publicações, leva o leitor a conhecer a historiografia do livro através de uma viagem editorial, social e política que revela o livro como a síntese de múltiplas determinações. Enquanto objeto de estudo, o livro é investigado em suas dimensões bibliográfica, técnica, contextual, política, mercadológica, histórico-social e historiográfico-ideológica, o que implica considerar contextos históricos nacional e internacional. Assim, toma o livro como objeto de estudo, abordando-o como "palavra", ou seja, em sua dimensão abstrata, e também como "coisa", uma materialidade que implica técnicas.
Com seu trabalho, a historiadora estabelece uma crítica da cultura, relevando novas perspectivas para o trabalho histórico e historiográfico.

Sobre seu último livro, História de um Livro: A Democracia na França, de François Guizot (1848-1849), o professor e historiador Lincoln Secco destaca:
Aqui temos a reunião de muitas obras que Marisa escreveu, leu ou simplesmente folheou nas muitas bibliotecas onde pesquisou. Só assim ela pode nos brindar com uma obra rigorosa e erudita que consolida seu lugar na História do Livro. 

## Livros publicados
- 2022: A Bibliodiversidade e Preço do Livro - Organização Marisa Midori Deaecto, colaboração Patricia Sorel e Lívia Kalill (Ateliê Editorial)[33][34]
- 2021: História de um Livro: A Democracia na França de Francois Guizot (1848-1849). (Ateliê Editorial)[35]
- 2021: Livro: A Revista - Coordenado por Marisa Midori e Plinio Martins Filho. (Edusp)[36]
- 2017: As Bibliotecas de Maria Bonomi. (Biblioteca Brasiliana Guita e José Mindlin)[37][38]
- 2017: Livros e Universidades - Organização Marisa Midori Deaecto e Plinio Martins Filho (Com-Arte)[39]
- 2016: Bibliomania - Marisa Midori Deaecto e Lincoln Secco. (Ateliê Editorial)[40][41]
- 2011: O Império dos Livros - Instituições e Práticas de Leituras na São Paulo Oitocentista. (Edusp)[42]
- 2011: São Paulo: Outros 300! (Edusp)[43]
- 2011: Impresso no Brasil: Dois Séculos de Livros Brasileiros - Organização de Aníbal Bragança e Márcia Abreu, colaboração de Marisa Midori.[44]
- 2010: Paula Brito: Editor, Poeta, Artífice das Letras - Organização de José de Paula Ramos Jr., Marisa Midori Deaecto e Plinio Martins Filho. (Edusp)[45]
- 2010: Sortes de Villamor - Em co-autoria com Nilma Lacerda (Scipione)[46]
- 2008: São Paulo: Espaço e História. (LCTE)
- 2004: Leituras Marxistas e Outros Estudos. (Xamã)
- 2002: Comércio e Vida Urbana na Cidade de São Paulo (1889-1930). (Senac)[47]

## Prêmios
- 2012 - 54º Prêmio Jabuti, categoria Comunicação - Com a publicação O Império dos Livros - Instituições e Práticas de Leituras na São Paulo Oitocentista.[48]
- 2011 - Prêmio Sérgio Buarque de Holanda, Categoria Ensaio Social - Com a publicação O Império dos Livros - Instituições e Práticas de Leituras na São Paulo Oitocentista.[49]
- 2011 - 53º Prêmio Jabuti, categoria Comunicação - Com a publicação Impresso no Brasil: Dois Séculos de Livros Brasileiros (Organização de Aníbal Bragança e Márcia Abreu, colaboração de Marisa Midori).[50][51][52]
- 2011 - 53º Prêmio Jabuti, categoria Livros Paradidáticos - Com a publicação Sortes de Villamor (em co-autoria com Nilma Lacerda)[53]